# 日語書寫系統

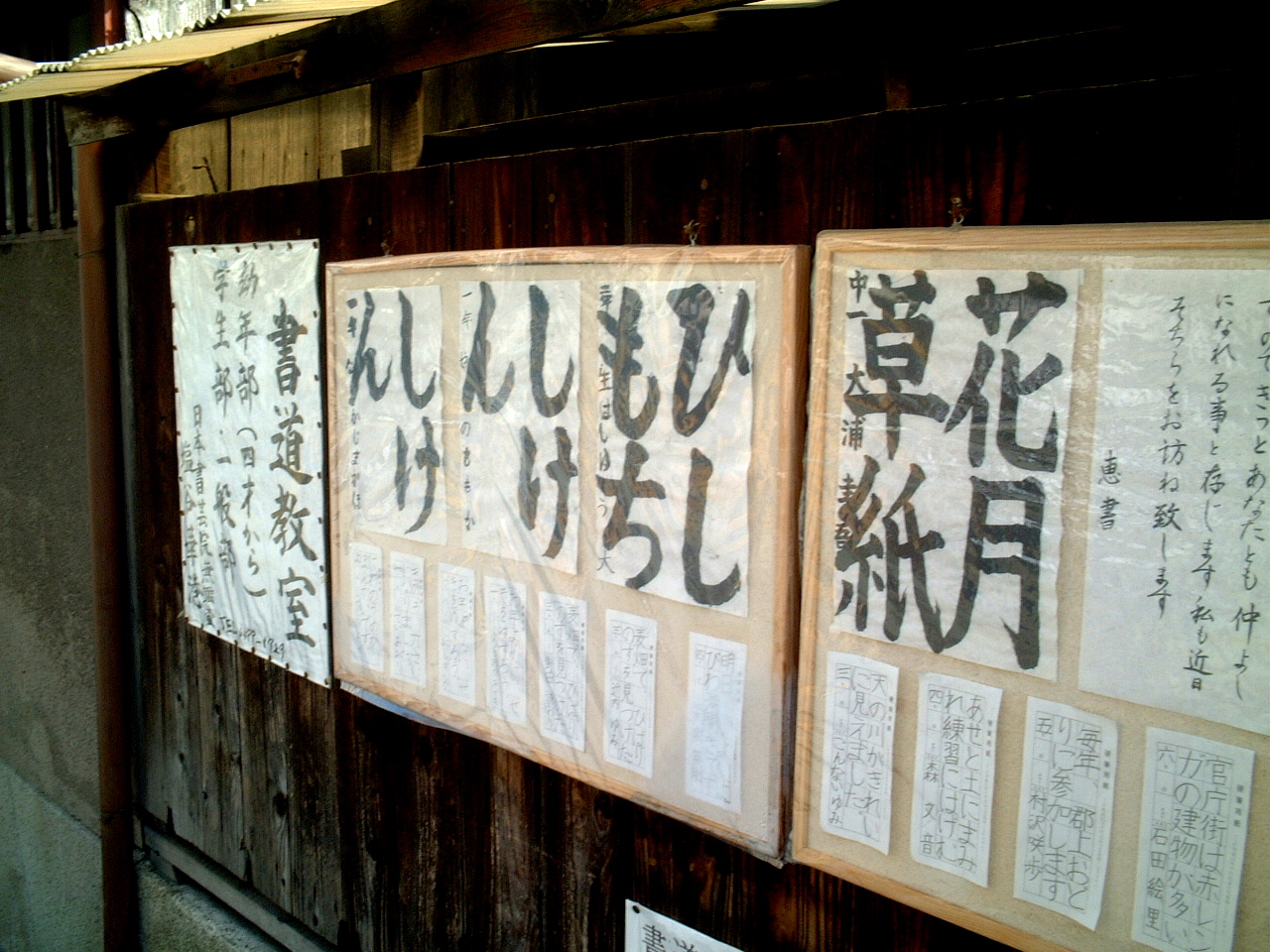
在京都的假名和漢字書法練習

日語書寫系統（日语：*/?）是指以文字來記載日語文章等的系統方法。跟世界其他語言相比，日語的書寫系統較為複雜，現代日文由幾種文字構成：起源於中國形意文字的漢字，表音文字（音節文字）平假名（於文法型式上常用）、片假名（主要用於外來語）以及以拉丁字母書寫的羅馬字。這些文字體系各自有特定的功能在日常生活中被交互使用著。
以下舉出幾個用日語寫成的單字範例：
| 漢字 | 平假名 | 片假名 | 羅馬字  | 漢語         |
| ---- | ------ | ------ | ------- | ------------ |
|      |        |        | watashi | 我           |
|      |        |        | kingyo  | 金魚         |
|      |        |        | tabako  | 煙草/香煙/菸 |

日文單字的配列法不以漢字，而以記載單字發音的「假名」為基礎。通常用於「假名」的排序法有「五十音順」和「伊呂波順」兩種。後者為舊式。漢字會另外以部首來排序。

## 書寫格式與方向
文字符號寫成四方形，每個符號（含標點）保有相同的空間大小。
傳統日文和古典漢文一樣使用纵书（(縦書き），從上而下書寫，縱行之間由右至左書寫。此種書寫方式反映在現今的文學體裁和漫畫上面。
现代日文使用横书（横書き），从左至右横排书写，写完一行向下换行。
现代日语中，横书和纵书都会使用，但使用纵书的场合较多。由于纵书是传统书写的方法，书法、国语教科书、小说诗歌等文艺作品、报刊的部分版面等，多会沿用纵书，但是使用纵书也不限于传统用途，如漫画、日式个人名片（日语的一面多会纵书、另一面英文的则横书）。横书则用于外语、数学、科学、音乐等类别的书刊，较正式的文本如商业书信、演示稿书、论文等通常几乎都是横书的，这样不仅便于插入西方文字，电脑排版也比较方便。竖排书刊也可能会有些栏目或页面使用横书，以迁就版面设计。

## 文字體系

### 漢字

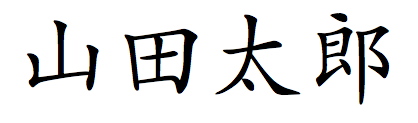
用漢字書寫的日本名字

日語的漢字源自中國，它們主要被使用在名詞、形容詞和動詞的語幹、以及日本的人名。
漢字用來標明每個字具有的意義，可以分解成三種類型：象形文字、表意文字、表音文字。許多漢字組合自數個（通常是兩個）字旁，其中一個是形旁，在漢字裏表示主要的意義，依部首排序到漢字辭典裏另一個成對的元素標示出原始的漢字讀音（詳見六書），即使在日語裏也通常不會有完全一樣的讀音標示。於是有一部份稱做國字的日文漢字被創造出來，像是「（dō，工作）」、「（tsuji，路口）」、「（tōge，山道）」。

### 假名
7至8世紀，貴族在詩歌與文章裏使用漢字以符合他們的美學。漸漸地一些用來對應每個日語音節的標準文字因此成形。萬葉假名被用來標註許多艱深的漢字。
這使得假名的教育利用此方法來解釋漢字。這些被高度簡化過的音節文字記號沒有獨立的意義，但表現出讀音與音律組合。日語的音節以時間單位摩拉（モーラ）作為分隔，展現在書寫上，而事實上是被母音的音節所區隔，或是子音跟隨著一個長母音或雙元音，而最後一個音節 n 與促音呈現在日語特有的假名上。
文字與書寫方式發展的歷史使得假名變化成平假名和片假名。

#### 平假名

發展自萬葉假名的平假名

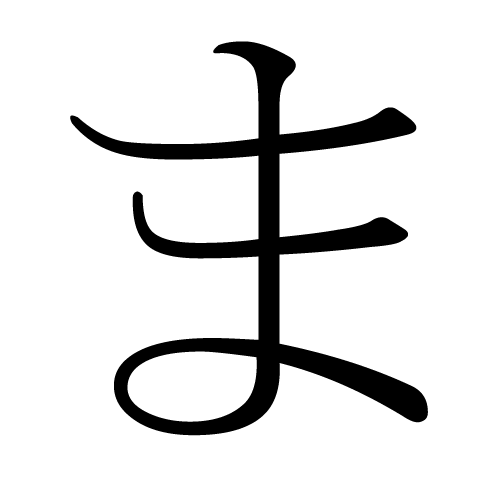
音節文字的平假名 ma

平假名（ひらがな）最早明確的發展是在9世紀時被貴族婦女所使用，她們同時學習漢語和漢字。平假名從萬葉假名的草書型式轉變，兩者都是對漢字做簡化與圓體化。
日本小孩在學習漢字之前都先從平假名開始學習讀寫（例：是Hiragana的平假名寫法，而是Hiragana的漢字寫法）。平假名大量使用在接頭詞（例：護身符的）和形容詞與動詞的活用語尾（送假名），以及沒有漢字或漢字難讀的日文單字。
當使用不熟悉或是尚未學過的漢字（在教科書上沒有），一種辯正讀音的型式是在上方加註較小的平假名（直式書寫時為為右側），這種平假名稱為振假名（注音假名）。

#### 片假名

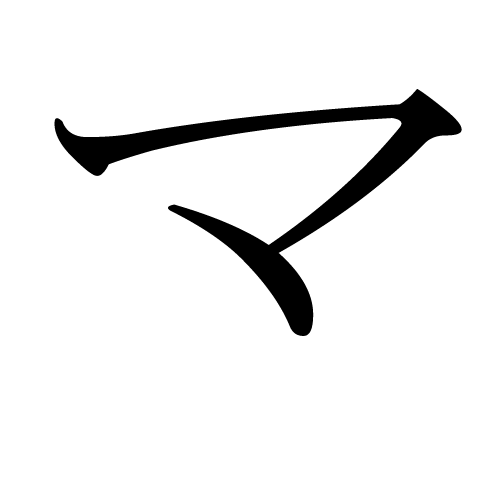
音節文字的片假名 ma

片假名（カタカナ）始於密教真言宗的佛教修道士，最早是用來作為輔助閱讀漢文宗教典籍的一種速記符號。它們從複雜漢字的部份元素發展而成，容易被辨識，型式簡單而富有稜角。
現今片假名常用來作為強調用途，如同西方的斜體字一樣。於是在廣告、漫畫和商品包裝上使用了許多的片假名。
片假名也被用來學習外來語以及漢字以外其他語言的用字名稱等。近年來一些藝人與地方的名稱大量取自韓國或中國，使用片假名以貼近原始的讀音。在政治與歷史人物的多半保持使用漢字。有一些外來語言的單字不以原本正確的寫法，而根據該字的讀音來轉換，例如「Toys "R" Us（玩具反斗城）」寫成片假名「（to-i-za-ra-su）」。
片假名也使用於動物和植物的學名上，在語言教學時也被用來標示漢字的讀音。

### 羅馬字
羅馬字（ローマ字）來自拉丁字母。拉丁字母主要是透過葡萄牙耶穌會傳教，所使用的文字於1544年從歐洲傳到日本。1590年日本第一台印刷機進口自葡萄牙，也同步輸入了用葡萄牙語或羅馬字日語寫成的吉利支丹版（キリスタンバン；基督教版）書籍。
之後羅馬字因為鎖國政策的緣故幾乎從日本消失，一直到幕末才得以重現光明。美國的醫生與傳教士詹姆斯·柯蒂斯·赫本在1867年寫了第一本日英辭典《和英語林集成》，並且發展出拉丁語翻譯系統，後來稱為赫本式系統。
現今羅馬字常用在市場行銷用途上（像是公司名、廠牌名、產品名等），尤其是為了工作的現代化與國際化，和與外國人相處上。另外也用在首字母縮略字、頭文字等方面，例如NATO（北大西洋公約組織；North Atlantic Treaty Organization的縮寫）。所有在日本的學生學習英文的同時也學羅馬字。
有幾種翻譯方式可以將日語寫成羅馬字：
- 平文式：適合英語使用者，實際上成為標準的記載法，在日本國內外被廣為利用（在英語版維基百科也是）。
- 日本式：從平文式而來，根據ISO 3602 規格修改與標準化後的型式。
- 訓令式：日本式的再修改版，根據ISO 3602標準化。對應假名的狀況良好，對日本人而言容易學習。文部省正式推行的是這個方式，不過在日本國外鮮少被使用。

在上述以外還有一些其他小眾的翻譯系統，例如JSL。
|                             | 平文式                         | 平文式                         | ISO 3602         | ISO 3602         | JSL              | 打字式           |
| 原始                        | 修訂                           | 嚴謹：日本式                   | 寬鬆：訓令式     |                  | JSL              | 打字式           |
| --------------------------- | ------------------------------ | ------------------------------ | ---------------- | ---------------- | ---------------- | ---------------- |
| -a + a                      | ā                              | â                              | ā                | â                | aa               | aa               |
| -i + i                      | ī                              | î (ii)                         | ī                | î                | ii               | ii               |
| -u + u                      | ū                              | û                              | ū                | û                | uu               | uu               |
| -e + i （訓讀）             | ei                             | ei                             | ei               | ei               | ei               | ei               |
| -e + i （音讀）             | ē                              | ê                              | ē                | ê                | ei               | ei               |
| -e + e                      | ē                              | ê                              | ē                | ê                | ee               | ee               |
| -o + u                      | ō                              | ô                              | ō                | ô                | ou/oo            | ou               |
| -o + o                      | ō                              | ô                              | ō                | ô                | oo               | oo               |
| 描述字符 ー                 | ¯                              | ^                              | ¯                | ^                | 兩個母音         | -                |
|                             | sa                             | sa                             | sa               | sa               | sa               | sa               |
|                             | za                             | za                             | za               | za               | za               | za               |
|                             | shi                            | shi                            | si               | si               | si               | shi, si          |
|                             | chi                            | chi                            | ti               | ti               | ti               | chi, ti          |
|                             | zu                             | zu                             | zu               | zu               | zu               | zu               |
|                             | tsu                            | tsu                            | tu               | tu               | tu               | tsu, tu          |
|                             | fu                             | fu                             | hu               | hu               | hu               | fu, hu           |
|                             | zu                             | zu                             | du               | zu               | du               | du               |
|                             | ji                             | ji                             | zi               | zi               | zi               | ji, zi           |
|                             | ji                             | ji                             | di               | zi               | di               | di               |
|                             | ra                             | ra                             | ra               | ra               | ra               | ra               |
|                             | wa                             | wa                             | wa               | wa               | wa               | wa               |
|                             | o                              | o                              | wo               | o/wo             | wo               | wo               |
|                             | ya                             | ya                             | ya               | ya               | ya               | ya               |
| 在 m*, b*, p* 前            | m                              | n                              | n                | n                | n̄                | n                |
| 在 a, i, u, e, o, y*, n* 前 | n                              | n                              | n                | n'               | n'               | nn, n'           |
| 促音 （）                   | （只有）連續子音，但 cch → tch | （只有）連續子音，但 cch → tch | （只有）連續子音 | （只有）連續子音 | （只有）連續子音 | （只有）連續子音 |
| 助詞                        | wa                             | wa                             | ha               | wa               | wa               | ha               |
| 助詞                        | e                              | e                              | he               | e                | e                | he               |
| 主要名詞                    | 無                             | 無                             | 可能             | 可能             | 無               | 可能             |
| 重音                        | 無                             | 無                             | 無               | 無               | ´, `, ^          | 無               |

羅馬字成為電腦日語標準輸入方式的期間，幾乎所有在日本的電腦都是英文鍵盤。為了要在日本電腦上輸入日語，通常將每個音節用羅馬字拆開，輸入後會在螢幕上顯示假名。這種羅馬字化的方式為打字式羅馬字（ワープロ式ローマ字，wāpuro rōmaji）。它使用英文文字處理器，能夠接受平文式、訓令式與日本式的羅馬字系統。事實上這些系統的邏輯是以符合它們假名書寫的方式，用兩個母音字元來輸入長母音，而在前面加一個x來輸入小字的假名。
當輸入足夠的音節後，在電腦上會列出可能的假名與漢字結合的清單，可以從中選擇正確的用語。這些音節在確認後會被選擇的用語所取代。

## 五十音
五十音是連續的音節字母。五十音順則是將日語的假名從五十音的開始，至結尾的排序方式。不包含在五十音內的通常被放置在最後。排列單字的時候，從假名記載時的第1個字開始比較起，以一定的假名順序來決定單字的順序，除了少部分不同假名發相同音的特例以外，可以說是基於發音的順序。廣泛用在日語辭典與書籍的索引、排序人名、商品名的用途上。
平假名和片假名都並不是正好50個字，為46個基本的假名（清音）。在1945年以前是各48個，2對相同發音的假名被廢除掉（ 和 ）
自1945年起不再使用的符號在下列表格中用圓括號顯示。括號 (w) 並不表示過去以英文的 w 發音。
| – | a  | i    | u   | e    | o    |  |  |  |  |  |  |  |  |  |  |
| K | ka | ki   | ku  | ke   | ko   |  |  |  |  |  |  |  |  |  |  |
| S | sa | shi  | su  | se   | so   |  |  |  |  |  |  |  |  |  |  |
| T | ta | chi  | tsu | te   | to   |  |  |  |  |  |  |  |  |  |  |
| N | na | ni   | nu  | ne   | no   |  |  |  |  |  |  |  |  |  |  |
| H | ha | hi   | fu  | he   | ho   |  |  |  |  |  |  |  |  |  |  |
| M | ma | mi   | mu  | me   | mo   |  |  |  |  |  |  |  |  |  |  |
| Y | ya |      | yu  |      | yo   |  |  |  |  |  |  |  |  |  |  |
| R | ra | ri   | ru  | re   | ro   |  |  |  |  |  |  |  |  |  |  |
| W | wa | (w)i |     | (w)e | (w)o |  |  |  |  |  |  |  |  |  |  |
| Ń |    |      | n   |      |      |  |  |  |  |  |  |  |  |  |  |

### 變音符號
自1945年有2個變音符號有系統地附加在母音字母上，以前只有在作者心存懷疑或情緒不好時才會用到。這些符號按照字母次序分配到適當的未標示聲調文字（清音）上。

#### 清濁音／模糊音
部分的假名可以加上兩個點（゛、或）或是一個小圓圈（゜、或）而讀音會跟著改變，成為進化的音節文字。濁點使發音變成濁音或是“模糊”，圓圈則是半濁音。有清濁音之分的假名分別是k g（例如）、s z、t d、和h/f變成b，以及半濁音p。（例如 =  = hu/fu， =  = bu， =  = pu。）
| G | ga | gi | gu | ge | go |  |  |  |  |  |  |  |  |  |  |
| Z | za | ji | zu | ze | zo |  |  |  |  |  |  |  |  |  |  |
| D | da | ji | zu | de | do |  |  |  |  |  |  |  |  |  |  |
| B | ba | bi | bu | be | bo |  |  |  |  |  |  |  |  |  |  |
| P | pa | pi | pu | pe | po |  |  |  |  |  |  |  |  |  |  |

#### 顎音化／屈折音（連音符）
日語的硬顎音稱做拗音，由尾音是 i 的前導音節（い行，第二行）跟著一個 y 開頭（や段，第八列）的假名（會寫得比較小）。合在一起後成為一個普通的音節，而只發一個 j 音構成完整的音節： pi 加上 yu 成為 pyu （ぴゅ/ピュ）字， s(h)i 接上 yo 變成 sho （しょ/ショ），在德語寫成「scho」。
| -    | ya  | yu  | yo  |  |  |  |  |  |  |
| K(i) | kya | kyu | kyo |  |  |  |  |  |  |
| S(i) | sha | shu | sho |  |  |  |  |  |  |
| T(i) | cha | chu | cho |  |  |  |  |  |  |
| N(i) | nya | nyu | nyo |  |  |  |  |  |  |
| H(i) | hya | hyu | hyo |  |  |  |  |  |  |
| M(i) | mya | myu | myo |  |  |  |  |  |  |
| R(i) | rya | ryu | ryo |  |  |  |  |  |  |
| G(i) | gya | gyu | gyo |  |  |  |  |  |  |
| Z(i) | ja  | ju  | jo  |  |  |  |  |  |  |
| B(i) | bya | byu | byo |  |  |  |  |  |  |
| P(i) | pya | pyu | pyo |  |  |  |  |  |  |

片假名利用將現有的字和其他的小字母音（ァ，ィ，ゥ，ェ，ォ）構成新的音節，達到對應外國字讀音的目的。在1945年廢除的（wi）和（we）除外。用（u）加上一個母音成為新字（和），而發音上有衝突的和（都是 w 開頭）則保留前者。一個輔音音節加上濁點會變成母音： = vu ，他可以再跟其他的母音結合，像是  = vi。而（su，zu）加上 i 變成（si，zi）。 Sche/she/še、–/je/že 和 tsche/che/če 則是由前導音節 i （ = s(h)i、 = z(h)i/ji、 = ti/chi）與小字的 e （ェ）所構成。（te，de）可以接著一個小 i（ィ） 變成和（ti，di），接上小 u（ゥ）成為（tu，du）。音節（tsu）和（fu/hu）尾巴可以接上 a、i、e 和 o ， u 被排除在外。另有一些字可以和 yu 結合：像是（fyu）。
| 輔音      | 平文式 | 平文式 | 平文式 | 平文式 | 平文式 |  | 片假名 | 片假名 | 片假名 | 片假名 | 片假名 |
| --------- | ------ | ------ | ------ | ------ | ------ |  | ------ | ------ | ------ | ------ | ------ |
| –         | a      | i      | u      | e      | o      |  |        |        |        |        |        |
| I         |        |        |        | ye     |        |  |        |        |        |        |        |
| U         |        | wi     |        | we     | wo     |  |        |        |        |        |        |
| V(u)      | va     | vi     | vu     | ve     | vo     |  |        |        |        |        |        |
| S(u)      |        | si     |        |        |        |  |        |        |        |        |        |
| Z(u)      |        | zi     |        |        |        |  |        |        |        |        |        |
| S(i)      |        |        |        | she    |        |  |        |        |        |        |        |
| Z(i)      |        |        |        | je     |        |  |        |        |        |        |        |
| T(i)      |        |        |        | che    |        |  |        |        |        |        |        |
| T(e)/T(o) |        | ti     | tu     |        |        |  |        |        |        |        |        |
| D(e)/D(o) |        | di     | du     |        |        |  |        |        |        |        |        |
| T(u)      | tsa    | tsi    |        | tse    | tso    |  |        |        |        |        |        |
| H(u)      | fa     | fi     |        | fe     | fo     |  |        |        |        |        |        |
| S(y)      |        |        | syu    |        |        |  |        |        |        |        |        |
| Z(y)      |        |        | zyu    |        |        |  |        |        |        |        |        |
| T(y)      |        |        | tyu    |        |        |  |        |        |        |        |        |
| D(y)      |        |        | dyu    |        |        |  |        |        |        |        |        |
| F(y)      |        |        | fyu    |        | fyo    |  |        |        |        |        |        |

### 伊呂波順
在五十音順以外偶爾會使用伊呂波順（いろは順，iroha-jun）。其來自於日本平安時代的《伊呂波歌》。這首詩歌最早見於1079年，是一種字母歌的型式，將每個音節各自使用一次：
|  |
|  |
|  |
|  |
|  |
|  |
|  |
|  |

|  |
|  |
|  |
|  |
|  |
|  |
|  |
|  |

|                |
| 花朵艷麗終散落 |
|                |
| 誰人世間能長久 |
|                |
| 今日攀越高山嶺 |
|                |
| 醉生夢死不再有 |

片假名標示為當時的原始讀音，與現在的日語發音有些出入，不包括當時未加入日語的。有另一種是在詩的最後加上，不過這兩種標示法都在1945年廢除了。
這首富有詩韻的日語歌，傳達出和下列一段大乘佛教的漢文同樣的意境。《大般涅槃經》（涅槃的經藏）中寫到：諸行無常/是正滅法/生滅滅己/寂滅為樂（用日語讀音的漢文，常作為日本佛教的聖典被用來誦經，如下：Shogyōmujō / Zeshōmeppō / Shōmetsumetsuï / Jakumetsuïraku）

## 早期的日語書寫體系
現在的日語書寫體系要追溯到4世紀，當中國的文言文寫法傳到日本的時候。雖然有說法是發現了稱為神代文字的更古老的記載法，不過那些都像是圖形文字、類似如尼字母、酷似諺文。沒有任何依據能夠定論這些文字是真正的來源，在中國語傳到日本前就有文字的證據並不存在。
最初並不是用中國的文字來記載日語，因為讀寫上需要具備漢文的能力。反而是提出了用中國文字（漢字），來將有正式規則或受日語影響後的變異規則的漢文，當作日語來讀的技術方案，此後為了這個方法，偶爾會在漢字的旁邊加註上提示用的「返點」等符號。被認為是在712年以前編撰的日本最早期的文獻「古事記」是用漢文寫成的。日本的中等教育現在也有教導漢文的初步內容。

### 萬葉假名和訓讀
到了萬葉假名被開發以後，記載日語的系統逐漸成形。它把漢字不以形意文字，而做為表音文字（從中國音來取得發音）來使用。萬葉假名最初用於記錄詩歌，例如可以在759年以前編撰的萬葉集裡看到。萬葉假名這個名字也是來自於該詩集。平假名是從萬葉假名發展而來。另外，為了輔助漢文的倒裝讀法，附加在旁邊的符號的一部份，從用於發音記號的漢字發展成片假名。
由於大量的單字和概念從中國傳入日本，許多情況是日語中沒有相對應的單字存在。因此，這些單字就直接從中國語融入到日語裡，使用近似於中國語的發音。這個來自中國語的讀法就是「音讀」，這種單字被稱為漢語。同時，在日語裡有對應的單字，也逐漸採用漢字來記載，翻譯成原本的日語來發音。這種來自日語的讀法即為「訓讀」。

### 音讀和訓讀
一個漢字常有一個或複數的「音讀」與「訓讀」（也有沒有的情況）。首先，因為有各個時代、不同地區的中國語發音傳到日本，一個漢字會有複數的音讀。稱做吳音、漢音、唐音。這在特定的時代與特定的地區通常都只承認一個發音的中國與朝鮮半島等其他接受漢字的地區是看不到的習慣。
其次，由於一個漢語其意義的寬廣橫跨於複數的日語單字的概念之中，使得一個漢字產生複數的訓讀。這個漢字可以舉出等訓讀的例子。像這樣，一個漢字依所使用的單字不同，產生出許多的讀法。例如，有的（或是）、的、熟語的、單字的，則讀做。
送假名使用於表示出漢字為首的動詞或形容詞的活用語尾，注音假名使用於解決漢字讀法的曖昧性。

### 作為教養語的漢語
語言學者借用中國語的漢字融入到日語，此舉有時被認為和諾爾曼人征服不列顛群島對英語所造成的影響一樣重大。和英語一樣，日語也有來自不同語源的大量同義語。另外，日語在正式場合中傾向於使用源自中國的單字，這點與英語圈偶爾會使用源自拉丁語的單字來作為上流階級的證明類似。

## 日語記載法的變化

### 明治時代
明治的大改革短時間內並沒有對日語的記載法給予太大影響。然而伴隨教育制度的變化，大量的新詞彙出現，另外能夠書寫文字的國民增加與語言本身產生了變化。大量的新詞彙有從其他語言帶入的，也有新創造的。言文一致運動獲得全面勝利，取代歷史性到古典性的文體（文語體），口語體開始被廣為使用。關於對日語書寫困難度的爭議，在1800年代末可以見到想要限制記載時所使用的漢字數量之意見。由於和外國語言的接觸，也有想要廢除漢字只使用假名或羅馬字的主張，但並不被支持。開始使用西洋語言風格的句讀點也是在這個時期 （Twine，1991）。
1900年時，文部省為了改善日語書寫教育做了三項改革措施：
- 訂定平假名字體的標準，打算排除其他的變體假名。
- 限制漢字的字母數量。在初等教育縮減到1200字。
- 改革和實際發音不符的漢語假名表現（舊假名遣）。

前兩項逐漸被廣為接納，但是最後一項引來以保守派為中心的激烈反彈，於1908年撤銷 （Seeley，1991）。

### 第二次世界大戰前
因1900年改革的部分失敗，和國家主義的興起，日語記載法的改良遲滯不前。對漢字限制的諸多要求，雖然有報社主動將漢字減少、增加送假名，沒有得到公眾支持，反對聲浪相當地大。

### 第二次世界大戰後
終戰以後，進行了大幅的改革措施。一部份受到同盟國最高司令官總指揮部（GHQ）的影響，因為敗戰而將過去執掌教育制度、抵抗改革的保守派排除，能夠一口氣加速停滞的改革動作。主要的幾點有：
- 現代假名遣的全面採用 （1946年）
- 當用漢字（1850字）頒佈 （1946年）
- 教育漢字的統一書體頒佈 （1949年）
- 人名用漢字頒佈 （1951年）

曾經有某個時期以GHQ內的部分方針被請求變更羅馬字的記載法，不過被其他的專門學者阻止了 。日本文化人士之中，也有人主張嘗試改用羅馬字記載法，不過和全假名記載法同樣地，不記載漢字會造成辨識意義上的困難，而沒有實現。在韓國、朝鮮雖然廢除了漢字混用記載法，但採行純諺文記載造成漢字文化傳統無法傳遞給年輕世代的問題，可以說是呈現相對的寫照。（可參考諺文以及六十年文字戰爭）
戰後的改革雖然現在仍持續著，不過放寬了一些限制。在1981年代替應用漢字而制訂常用漢字，增加到1945字以外，將「（限制）」的字眼改成「（建議目標）」。此外整體上有關當局對對更進一步改革的態度變得消極。
2004年，法務省追加了大量的人名用漢字。
關於戰後的日本記載法，簡而言之就是「漢字→名詞、用言的語幹，平假名→用言的活用語尾、付屬語」這樣的分用原則（詳細請參照上述文字體系項目）。對不採行分寫的日語記載法而言，這個原則負起了表示語句和語句間分隔點的功能。
混寫或漢語的假名記載法仍然很常見。雖然是沿續漢字限制理念的做法，但因為上述的一些表意上的問題，而且斷詞困難，反而難以讀閱，引起了批判，更有批判指出這樣不僅難看，而且是對文化的破壞。

## 傳達語氣的日語書寫體系
在其他語言裡必須追加說明、改變單字的信息，使用日文有時可以改變相同單字的書寫方式就能夠傳達。例如相當於漢語「我」、英語「 I 」、德語「 Ich 」和俄羅斯語「 Я 」的漢字「私」屬於男女兼用，在正式文章裡偶爾會用到。以平假名書寫的帶有柔和感覺，而男女都會使用在非正式的場合，或想表現親切感的時候。例如女性用於日記或是寫給友人的信等，就是一個典型的例子。
片假名的幾乎不被使用（偶爾會用來表現機械般的語氣，或外國人說話時的語氣等），羅馬字的「watashi」也鮮少被使用，不過在因為某種理由想強調的時候，會被用於平假名・漢字混合文章裡。也使用於整篇文章都是片假名或羅馬字所記載的時候。
也能夠在文體上蓄意地將漢字的複合語唸成不同的音。例如夏目漱石在短篇《十五夜》裡將名詞的「接続」改成動詞活用的讀做。通常這應該寫成。（像這種將多個漢字改成相對應的日語假名讀法的例子，稱為「熟字訓」。「天皇」過去訓讀成，「日本」也訓讀成）。

### 文字的字体
- 草書
- 江戶文字各种
- 明朝體
- ゴシック體

### 假名的異形
- 辣妹文字
- 變體假名
- 萬葉假名

### 引用
1. ↑  Unger, 1996
2. ↑  Gottlieb，1996
3. ↑  .   [2007-01-17]. （原始内容存档于2021-03-12） （日语）.

## 外部連結
- Omniglot - Japanese - hiragana, katakana, kanji, romaji （页面存档备份，存于）
- 日英辭典伺服器 （页面存档备份，存于） Jim Breen （澳洲 Monash 大學）
- Moji （页面存档备份，存于） Mozilla Firefox延伸套件（GPL自由軟體）